# Tadeusz Nowak (piłkarz)
Tadeusz Nowak (ur. 28 listopada 1948 w Trzcińsku) – polski piłkarz występujący na pozycji pomocnika. Wieloletni zawodnik Legii Warszawa oraz członek Galerii Sław tegoż klubu. Trener Piasta Nowa Ruda.

## Kariera klubowa
Swoją karierę piłkarską zaczynał w Nowej Rudzie w drużynie Górnik Słupiec (1966-68). Przed przyjściem do Legii był piłkarzem Zagłębia Wałbrzych. W warszawskim zespole grał od 1970 do 1978, w 1973 triumfował w Pucharze Polski. W 1978 został sprzedany do angielskiego Bolton Wanderers. Nosił przydomek Ferrari, nawiązujący do jego szybkości.

## Kariera reprezentacyjna
W reprezentacji Polski zagrał 2 razy. Debiutował u Kazimierza Górskiego 10 maja 1972 w meczu ze Szwajcarią, ostatni raz w reprezentacyjnej koszulce wybiegł na boisko 5 lat później, już za kadencji Jacka Gmocha.
| l.p. | Data             | Miejsce   | Przeciwnik | Rezultat | Rozgrywki  | Grał   | Uwagi |
| ---- | ---------------- | --------- | ---------- | -------- | ---------- | ------ | ----- |
| 1.   | 10 maja 1972     | Poznań    | Szwajcaria | 0-0      | towarzyski | od 62' |       |
| 2.   | 13 kwietnia 1977 | Budapeszt | Węgry      | 1-2      | towarzyski | od 73' |       |